# Trial by Jury

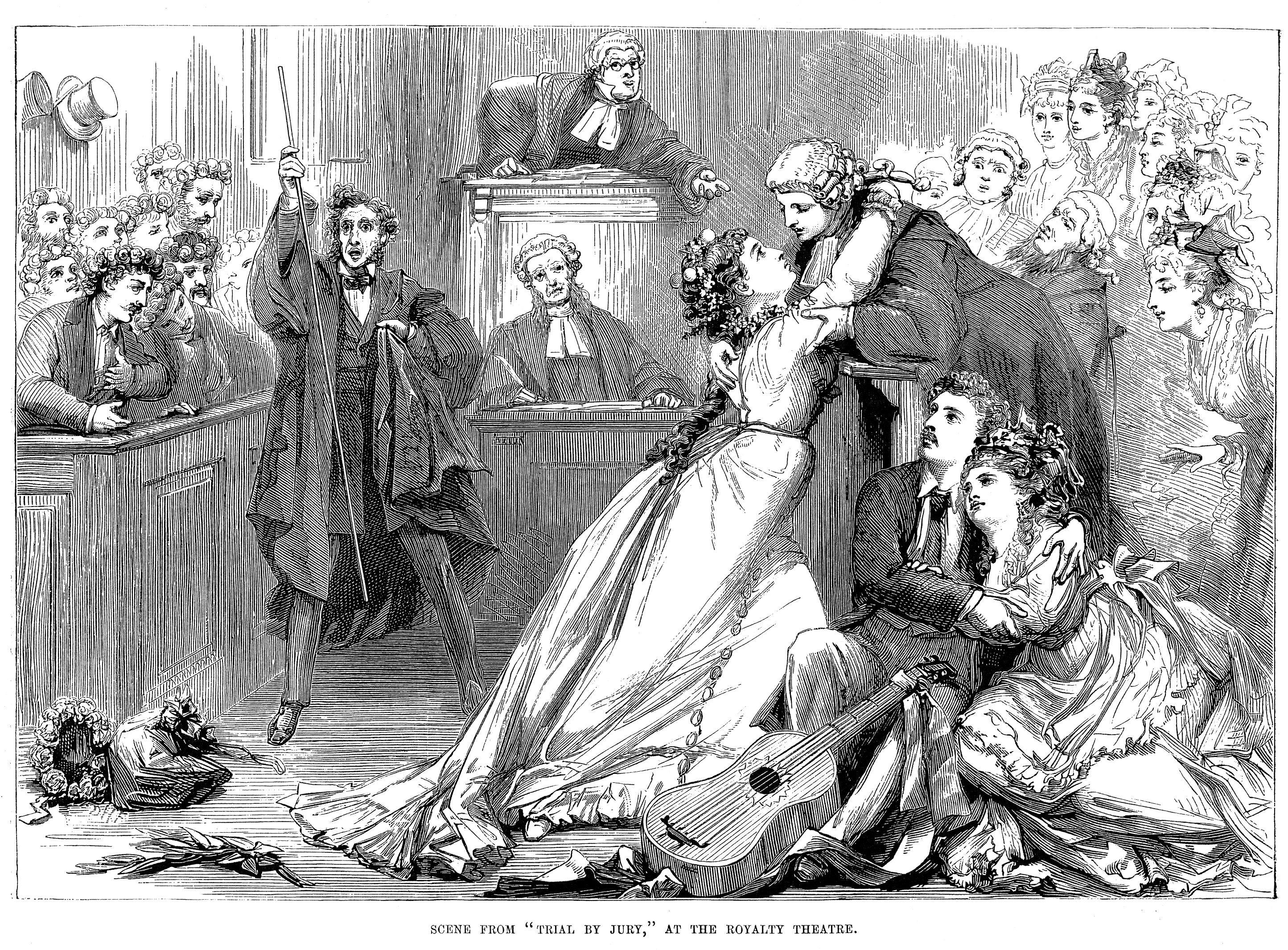
Chaos in in de rechtszaal: een scène uit Trial by Jury uit het tijdschrift Illustrated Sporting and Dramatic News van 1 mei 1875.

Trial by Jury (Juryrechtspraak) is een komisch operastuk in 1 bedrijf met muziek van Arthur Sullivan en een libretto van William S. Gilbert. Het stuk ging in première op 25 maart 1875 in het Royalty Theatre in Londen, waar er oorspronkelijk 131 uitvoeringen van werden vertoond. Het verhaal draait om een rechtszaak rond de "verbreking van een huwelijksbelofte", waarbinnen de rechter en het wettelijk systeem het onderwerp vormen van lichthartige satire.
Het komische operastuk was een groot succes en kreeg veel lovende kritieken. Het streefde het populaire gerelateerde stuk La Périchole van Jacques Offenbach zelfs in populariteit voorbij. Vervolgens toerde Trial by Jury rond door Groot-Brittannië en Amerika en werd vaak herhaald. Volgens theateronderzoeker Kurt Gänzl is het stuk met een aanhoudende populariteit sinds 1975 waarschijnlijk de meest succesvolle Britse operette in 1 bedrijf aller tijden.
Het operastuk ging vier jaar na de vorige en eerste bijdrage van Gilbert en Sullivan, Thespis (een kerstoperastuk uit 1871-1872), in première. In de tussenliggende vier jaar waren zowel de auteur als de componist bezig met andere producties. Gilbert baseerde de libretto van Trial by Jury op een opperetteparodie die hij in 1868 had geschreven. Vanaf 1873 probeerde hij het verschillende malen uit te geven, alvorens impresario Richard D'Oyly Carte het idee te berde bracht om het operastuk in samenwerking met Sullivan uit te werken. Sullivan vond het een leuk stuk en schreef direct daarop de muziek voor Trial by Jury.
Zoals met de meeste operastukken van Gilbert en Sullivan het geval is, heeft ook Trial by Jury een belachelijk plot, maar doen de acteurs alsof de gebeurtenissen doodnormaal zijn. Met deze verhalende techniek wordt geschoten op de hypocrisie, met name die van autoriteit en de soms banale motieven van ogenschijnlijk gerespecteerde personen en instellingen. Deze thema's werden favorieten van Gilbert gedurende de rest van zijn samenwerking met Sullivan. Critici en het publiek loofden hoe goed de geestige en goed-gehumeurd muziek van Sullivan de satire van Gilbert aanvulde. Het succes van Trial by Jury vormde de aanloop voor een beroemde serie van dertien werken waaraan Gilbert en Sullivan gezamenlijk werkten en die bekend werden als de Savoy-opera's.